# Linia Armstronga

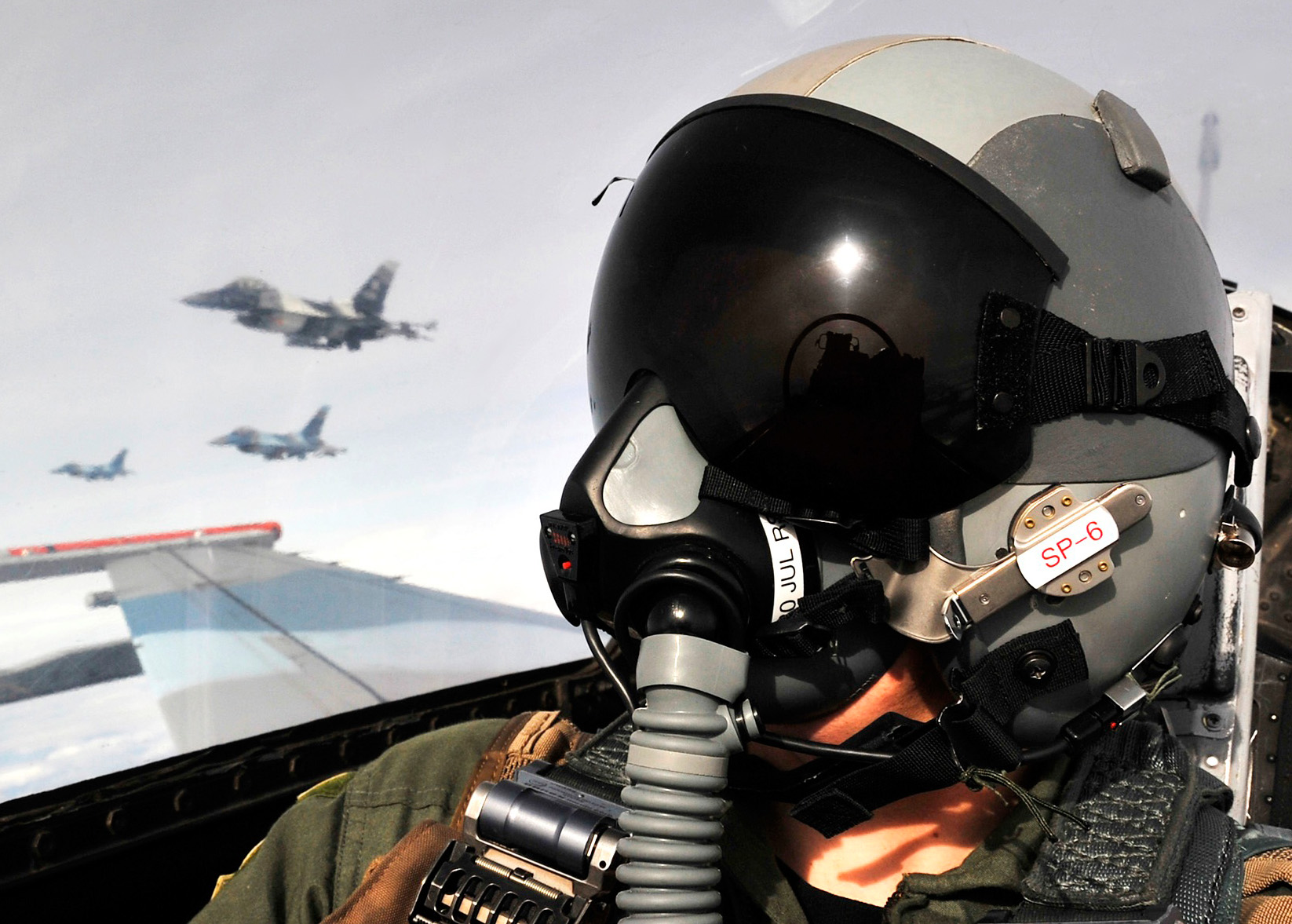
By latać powyżej linii Armstronga, pilotowi nie wystarcza maska tlenowa i kombinezon lotniczy jak na zdjęciu.

Linia Armstronga – wysokość, na której panuje tak niskie ciśnienie atmosferyczne (wynoszące 0,0618 atmosfery), że woda zaczyna wrzeć w temperaturze ciała ludzkiego, 37° C (98,6° F). 
Wysokość linii Armstronga różnie jest podawana, zazwyczaj w przedziale pomiędzy 18 900 a 19 350 metrów n.p.m.
Określenie pochodzi od nazwiska amerykańskiego generała, pilota lekarza, Harry'ego George Armstronga, uznawanego powszechnie za pioniera w dziedzinie medycyny lotniczej, który jako pierwszy rozpoznał i opisał fizjologię zjawisk zachodzących w ludzkim organizmie w tych ekstremalnych warunkach.
Latanie na tej i wyższych wysokościach wymaga stosowania hermetycznych kombinezonów ciśnieniowych lub hermetyzowanych kabin, sztucznie utrzymujących ciśnienie na poziomie ok. 800 hPa. Odpowiada to ciśnieniu panującemu na wysokości 2000 m n.p.m.